# Salvatore Mannuzzu
Salvatore Mannuzzu (Pitigliano, 7 marzo 1930 – Sassari, 10 settembre 2019) è stato uno scrittore, magistrato e politico italiano.

## Biografia
Fu magistrato fino al 1976 e in seguito deputato per tre legislature consecutive, eletto come indipendente nelle liste del PCI. Visse a Sassari.
In età giovanile, nel 1960, pubblicò un romanzo sotto lo pseudonimo di Giuseppe Zuri: Un Dodge a fari spenti. Dal 1988, a partire da Procedura (Premio Viareggio 1989), diede alle stampe una decina di romanzi presso Einaudi.
Nel 2000 il regista Antonello Grimaldi trasse il film Un delitto impossibile dal suo romanzo Procedura, che è pure considerato (con il coevo L'oro di Fraus di Giulio Angioni), all'origine di un filone di narrativa sarda gialla (o noir sardo).

## Opere

### Narrativa
- Procedura, Torino, Einaudi, 1988. ISBN 88-06-11410-7.
- Un morso di formica, Torino, Einaudi, 1989. ISBN 88-06-11617-7. Premio Dessì per la narrativa[5]
- La figlia perduta, Torino, Einaudi, 1992. ISBN 88-06-12548-6. (racconti)
- Le ceneri del Montiferro, Torino, Einaudi, 1994. ISBN 88-06-12406-4.
- II terzo suono, Torino, Einaudi, 1995. ISBN 88-06-13636-4.
- Corpus, Torino, Einaudi, 1997. ISBN 88-06-13927-4. (poesie)
- Il famoso Natalino, Roma-Bari, Laterza, 1998. ISBN 88-421-0482-5.
- Il catalogo, Torino, Einaudi, 2000. ISBN 88-06-15475-3.
- Alice, Torino, Einaudi, 2001. ISBN 88-06-15841-4.
- Un dodge a fari spenti, Nuoro, Ilisso, 2002. ISBN 88-87825-43-2.
- Le fate dell'inverno, Torino, Einaudi, 2004. ISBN 88-06-16680-8.
- Polvere d'oro. Tre radiodrammi, Sassari, Università degli Studi, Facoltà di Lettere e Filosofia, 2010.
- La ragazza perduta, Torino, Einaudi, 2011. ISBN 978-88-06-20643-7.
- Snuff, o l'arte di morire, Torino, Einaudi, 2013. ISBN 978-88-06-21384-8.

### Saggistica
- Il giudizio di Cassazione nel sistema delle impugnazioni, a cura di e con Raffaello Sestini, Roma, Tritone, 1992.
- Oltre il rumore di fondo, in Mafia, anatomia di un regime, Roma, Librerie associate, 1992.
- Il fantasma della giustizia, Bologna, Il mulino, 1998. ISBN 88-15-06615-2.
- Finis Sardiniae (o la patria possibile), in Storia d'Italia. Le regioni dall'unità a oggi, La Sardegna, Torino, Einaudi, 1998. ISBN 88-06-14334-4.
- Il mistero del bacio di Giuda, in La Bibbia dei non credenti, Protagonisti della vita italiana sfidano il Libro dei libri, Casale Monferrato, Piemme, 2002. ISBN 88-384-6504-5.
- Giobbe, Cagliari, Della Torre, 2007. ISBN 978-88-7343-419-1.
- Cenere e ghiaccio. Undici prove di resistenza, Roma, Edizioni dell'Asino, 2009. ISBN 978-88-6357-011-3.
- Beati i puri di cuore, perché vedranno Dio, con Goffredo Fofi, Torino, Lindau, 2012. ISBN 978-88-6708-024-3.
- Testamenti, Nuoro, Il Maestrale/Edizioni dell'asino, 2017. ISBN 978-88-6429-143-7